# ألان أكسلرود
ألان أكسلرود (بالإنجليزية: Alan Axelrod)‏ هو مؤلف ومؤرخ أمريكي، ولد في 1952.